# 麥氏大電鱝
麥氏大電鱝（学名：[Tetronarce macnilli] 错误：{{Lang}}：文本有斜体标记（帮助）），又稱麥氏電鰩，為軟骨魚綱板鰓亞綱电鳐科大電鱝属的鱼类。在中国，分布澳洲南部從黑德蘭港到斯維因礁海域，深度90至750公尺，體長可達107公分，棲息在大陸棚及大陸坡沙泥底質海域，屬肉食性，以硬骨魚及甲殼類為食，具有發電器官，用來防禦及捕食用，卵胎生，生活習性不明。